# Simon Rubensson
Simon Viktor Rubensson, född 3 juli 1835 i Göteborg, död 1 september 1916 i Solna, var en svensk målarmästare och dekorationsmålare.
Han var från 1879 gift med Malvine Gradvall. Rubensson fick sin konstnärliga utbildning i Frankrike och var verksam som dekorationsmålare i Stockholm. Under Fransk-tyska kriget 1870-1871 deltog han som frivilligsoldat i striderna runt Champigny 1870.  